# 坎内罗-里维埃拉
坎内罗-里维埃拉（義大利語：Cannero Riviera），是意大利皮埃蒙特大区韋爾巴諾-庫西奧-奧索拉省的一个市镇。总面积14平方公里，人口1035人，人口密度73.9人/平方公里（2009年）。ISTAT代码为103016。